# Costarina seclusa
Espèce
Synonymes
- Dysderina seclusa Chickering, 1951
- Dysderina improvisa Chickering, 1968
- Costarina improvisa (Chickering, 1968)

Costarina seclusa est une espèce d'araignées aranéomorphes de la famille des Oonopidae.

## Distribution
Cette espèce est endémique du Panama. Elle se rencontre dans les provinces de Colón, de Panama et de Darién.

## Description
Le mâle décrit par Platnick et Berniker en 2014 mesure 1,76 mm et la femelle 2,02 mm.

## Publication originale
- Chickering, 1951 : The Oonopidae of Panama. Bulletin of The Museum of Comparative Zoology, no 106, p. 207-245 (texte intégral).